# Вокс, Калверт
Калверт Вокс (англ. Calvert Vaux; 20 декабря 1824, Лондон — 19 ноября 1895, Бруклин, Нью-Йорк) — английский архитектор и ландшафтный дизайнер. Ему принадлежит заслуга в планировке и разбивке Централ-парка в Нью-Йорке (совместно с Фредериком Лоу Олмстедом).

## Жизнь и творчество
Калверт Вокс родился в Лондоне в семье врача. С девятилетнего возраста учился в частной школе. Затем до 1850 года изучал архитектуру под руководством Льюиса Нокальса Коттингема, возглавлявшего неоготическую архитектурную школу в Великобритании. В 1851 году Вокс выставляет в Лондоне свои акварели, созданные им во время путешествия по Европе. На этой выставке он знакомится с американским ландшафтным дизайнером и писателем Эндрю Джексоном Даунингом. Даунинг в то время работал над архитектурными проектами, которые должны были наиболее естественным образом вписываться в окружающий пейзаж. По предложению последнего Вокс уезжает в США и работает с Даунингом в течение 2 лет, после чего Даунинг делает Вокса своим партнёром в принадлежащей ему архитектурно-дизайнерской фирме. Совместно они разработали целый ряд проектов, например по обустройству территории вокруг Белого дома и Смитсонианского института в Вашингтоне. После смерти Даунинга в 1852 Вокс потерял надёжного партнёра, друга и единомышленника. Позднее, при работах в Централ-парке, Вокс увековечил память о своём друге, соорудив в его честь памятник.

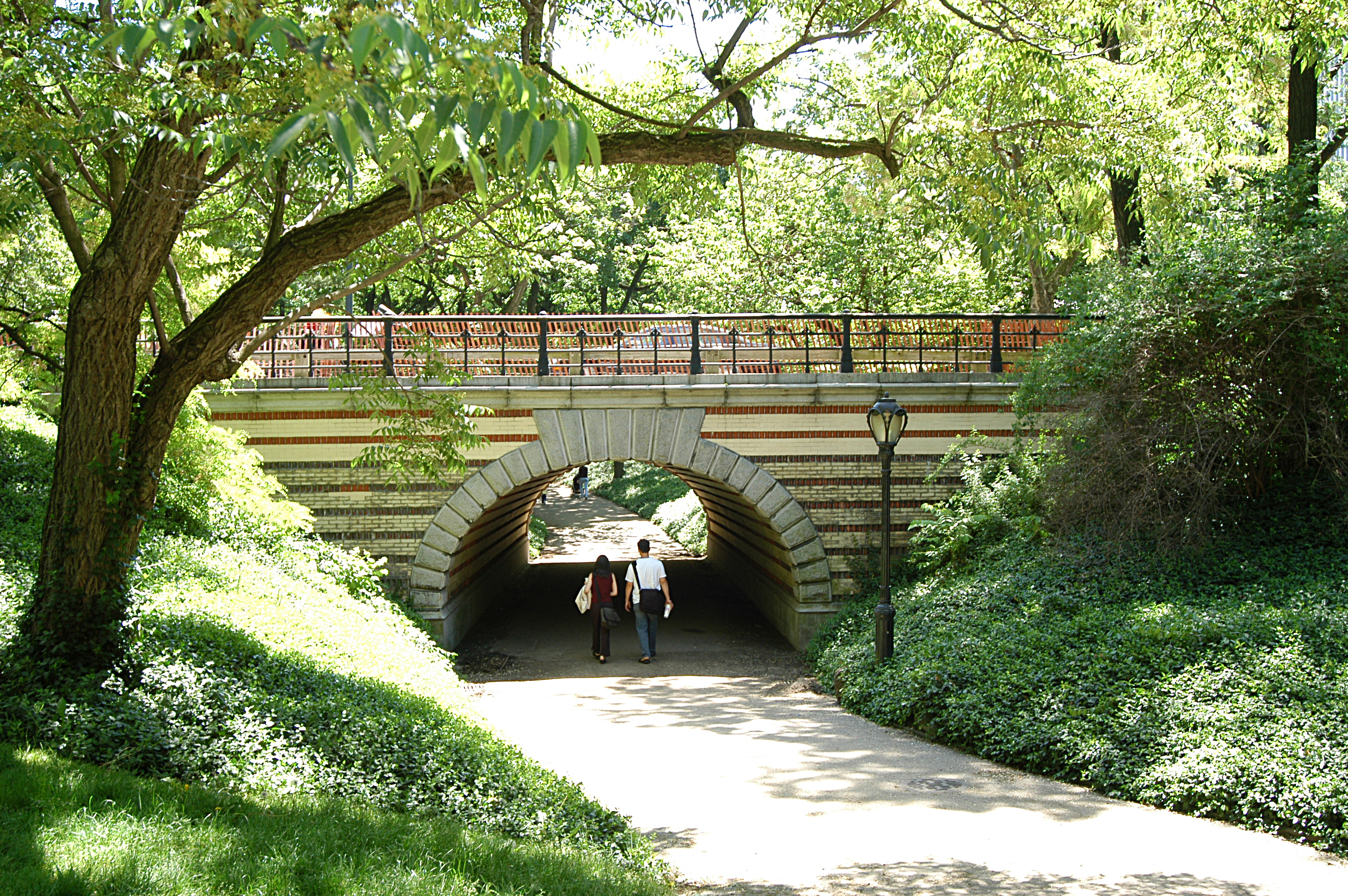
Мост в нью-йоркском Централ-парке, спроектированный К. Воксом

В 1854 году К.Вокс женится на Мэри Макэнти, сестре художника Джервиса Макэнти. В 1856 году он получает американское гражданство, становится членом нью-йоркской Национальной Академии дизайна. В 1857 участвует в создании Американского института архитектуры. В том же году он выпускает из печати свой труд «Виллы и коттеджи», посвящённый викторианской готической архитектуре. В 1858 году Вокс начинает работать вместе с архитектором Фредериком Лоу Олмстедом над проектом Централ-парка в Нью-Йорке (план Гринсуорд). Здесь замечательный талант К. Вокса по ландшафтному дизайну подтвердился в полной мере. В 1865 году Вокс и Олмстед создают компанию Olmsted, Vaux and Company, выполнившую целый ряд проектов по созданию парковых зон в крупнейших городах Америки: Проспект-парк (Бруклин), Форт-Грин-парк (Бруклин), Морнингсайд-парк (Манхэттен), Делавэр-парк,. Вокс создаёт самый большой городской парк Канады (город Сент-Джон, провинция Нью-Брансуик). В 1871 году партнёры работают над дизайном территории в окрестностях Нью-Йоркского государственного госпиталя в Буффало и Государственного госпиталя Гудзон-Ривер в штате Нью-Йорк.
В 1872 году Вокс расторгает партнёрство с Олмстедом и работает далее с Джорджем Кентом Радфордом и Сэмюэлем Парсонсом. В 1889 году Олмстед и Вокс восстанавливают отношения и совместно выполняют проект Даунинг-парка в Ньюбурге (штат Нью-Йорк) — названный так в память об учителе и первом партнёре К.Вокса. Вокс работал также над дизайном зданий в Нью-Йорке — библиотеки Джефферсон-Маркет, Американского музея естественной истории, музея Метрополитен, дома Сэмюэля Дж. Тилдена и др.
Утонул в заливе Грейвсэнд-бей, на Бруклине.